# Học viện Quốc gia TCIFA
Học viện Quốc gia TCIFA (tiếng Anh: TCIFA National Academy) là một sân vận động đa năng ở Providenciales, Quần đảo Turks và Caicos. Sân hiện đang được sử dụng chủ yếu cho các trận đấu bóng đá. Sân vận động có sức chứa 3.000 người và được xây dựng vào năm 2004.